# 東鳴子温泉
東鳴子温泉（ひがしなるこおんせん）は、宮城県大崎市（旧国陸奥国、明治以降は陸前国）鳴子温泉郷にある温泉。荒雄川（江合川）河畔に位置している。

## 泉質
- 塩化物泉
- 炭酸水素塩泉
- 硫酸塩泉

湧出場所により泉質の違いがみられるが、それら多くに共通しているのは、植物腐食成分を含むモール泉の性質を持つことである。モール臭とよばれる鉱物系のにおいがあり、一部の湯ではこれに重油・シンナー様のいわゆる「アブラ臭」が加わっている。
陸羽東線と荒雄川（江合川）に囲まれた赤湯地区では、「赤湯共同源泉」と称される、いくつかの源泉をブレンドした湯が共同配湯されている。陸羽東線より東南側には、田中温泉・高友旅館黒湯・中野温泉・馬場温泉などの個性的な湯が湧く。江合川の向かい側、赤這地区ではこれらとはまた違うさまざまな湯が湧出している。

### 地質
一帯の岩層は、鳴子湖成層、鳴子火山噴出物及び段丘の堆積物である。また、中野温泉から胡桃ヶ岳にいたる南西方面には、鳴子湖成層の砂岩、シルト岩が鳴子火山に接して乱堆積のごとく乱され、火山礫が鳴子湖成層中に含まれるなど、鳴子火山形成に伴った構造が発達する。全域にわたって沖積層の砂や礫層が広く分布し、その下位に鳴子湖成層があり、砂礫岩や凝灰岩質砂岩がくり返し堆積している。

### 源泉
温泉の湧出機構は、断層線に沿って湧出する説、地下水のように帯水層の中を川や湖の様に動いている説、両者の中間の型の三説がある。赤湯は、基盤の断層から供給されるエネルギーが鳴子湖成層中の地下水を温泉化する型と、鳴子火山からの火山性高温泉が混入する型の、両者の組み合わさった型で、断層線に沿って供給される地層水の温泉が多いといわれる。
田中温泉、赤湯には重炭酸を多量に含む重曹泉が多く湧出しており、典型的なHCO3-型の温泉水と考えれる。この系の水は比較的低温で、Cl-含量が少ない。
荒雄川（江合川）北岸地帯は、カルシウム、マグネシウムが多い。これらは、カルシウム・マグネシウムに富んだ岩層から何らかの条件で成分を溶出したものであると考えられる。

## 温泉街
鳴子温泉中心街から約1.5km離れた荒雄川沿いの閑静な地にある。昭和29年に鬼首村・鳴子町と合併するまでは川渡村に属していた。
近隣の温泉地を総称して「玉造八湯」と呼ばれた「鳴子（湯元）、河原湯、元車湯、新車湯、中山、赤湯、田中、川渡」のうち、「赤湯、田中」の二湯が現在の東鳴子温泉として数えられる。
14軒の旅館が存在する。温泉街は大きく分けて3つに分けられる。駅周辺部、江合川対岸、駅から東南へ旧道を国道47号に向かって歩いていった方面に点在する温泉である。駅東南側の温泉はそれぞれ地域の字を冠した温泉を名乗っている。馬場温泉、田中温泉、中野温泉などである。
古くから湯治場として開けたことから、素泊まりや自炊部、また混浴浴場を有する旅館が多い。

### 湯治場
鳴子温泉郷の特質として、近隣地域の農民や漁民など、第一次産業従事者の重労働後の「骨休めの場」・「療養の場」として機能してきたことが挙げられる。
江戸期の湯治人の大半は仙台領内の農民で、たいてい農閑期に来た。毎年続けて来るものが多く、各湯には湯治の目的によってそれぞれの固定客があった。農民のほかに、社会の各階層のものが湯治に来た。
湯治は7日間を一廻りといい、湯治期間の区切りとされた。たいてい二廻りか三廻りは滞在した。湯治人は全部自炊で、日用品や生活必需品は自家からの持込みや宿の内外で購入できる仕組みになっていた。また宿によっては将棋や碁のような娯楽設備をもつものもあった。浴場はどこも男女混浴だったが、身分の高い人のためには特別な浴場が設けられた。

### 共同浴場
地元住民専用の赤湯共同浴場が、温泉街の中央部に設置されている。

## 歴史
837年（承和4年）の鳥谷ヶ森の爆発で鳴子温泉と同時に生まれたという。各湯は赤梅の湯（赤湯）、田中の湯、鷲の湯と呼ばれ、このうち赤梅の湯には江戸時代に仙台藩の御殿湯が置かれた。現在の最寄駅の駅名はこれに由来する。なお、仙台藩の御殿湯は青根温泉にも置かれた。

### 古代
- 837年（承和4年）4月：『続日本後紀』に温泉石神からの報告として、温泉湧出の記載がある。

### 中世
13世紀に順徳上皇が著した『八雲御抄』には陸奥の名湯として名取湯、佐波湖湯、玉造湯の三湯があげられている。

### 近世
赤湯、田中湯として知られた。赤湯（あかゆ）は川渡と鳴子の中央に位置し、鍛冶谷沢駅に通じる近道もあり交通の便がよかった。発見年月は不詳だが、鷲巣宅金藤という農民が温泉を発見した後、同じ村の六之丞に売却。間もなく山崩れで温泉は埋没。数年を経て再びもとの場所から湧出し、この頃から赤梅（あかうめ）の湯と呼ばれた。天明の飢饉に際して、六之丞は失踪。萬五郎、勘七、平六の三人が六之丞の田を三分し、旅館をはじめた。
田中湯（たなかのゆ）は赤湯と川渡の間に位置する。湯つぼの周囲一面に田畑がありその名で呼ばれた。発見年月は不詳。泉主高橋新助の先祖は平家の家臣と伝わる。
- 1689年（元禄2年）5月14日：平泉から岩出山を経て出羽三山を目指す松尾芭蕉と弟子の曾良が通過している。
- 1831年（天保元年）：「田中湯」を里人に限らず病客の沐浴に供しはじめる。
- 1855年（安政元年）：「赤湯」に仙台藩主伊達慶邦夫人が滞在[5]。

### 近代・現代
- 1910年（明治43年）：大洪水。赤湯、田中湯ともに温泉街は一度壊滅したが、その後復興している。
- 1952年（昭和27年）1月25日：日本国有鉄道の東鳴子駅（ひがしなるごえき）が開業。地元の強い要望によって開業した請願駅。
- 2004年（平成16年）9月20日：鳴子御殿湯駅の駅舎新築。
- 2011年（平成23年）：東日本大震災の宮城県沿岸部被災者の二次避難先として受け入れ。
- 2016年（平成28年）5月20日：「鳴子温泉郷」として、国民保養温泉地に指定。

## アクセス
- 鉄道 : 陸羽東線鳴子御殿湯駅下車
- 高速バス：仙台駅前からミヤコーバス・仙台 - 鳴子線で中野温泉または東鳴子赤湯下車。